# Eridania (Gradfeld)
Das Eridania-Gradfeld gehört zu den 30 Gradfeldern des Mars. Sie wurden durch die United States Geological Survey (USGS) festgelegt. Die Nummer ist MC-29, das Gradfeld umfasst das Gebiet von 180° bis 240° westlicher Länge und von −65° bis −30° südlicher Breite.
Große Teile von Terra Cimmeria befinden sich innerhalb des Gradfeldes. Der Name kommt von einem Albedo feature im Bereich von Eridania Planitia, die wiederum durch eine Gegend in der Nähe des Pos benannt wurde.